# Klubi Sportiv Elbasani
El Klubi Sportiv Elbasani fue un club de fútbol de Albania, de la ciudad de Elbasan en el Distrito de Elbasan. Fue fundado en 1913 y jugaba en la Kategoria e Dytë, tercera categoría del fútbol albanés, hasta declararse en bancarrota.

## Historia
El club fue fundado con el nombre de Klubi Futbollit Urani Elbasan gracias a la fusión de dos equipos de la ciudad, el Afredita Elbasan y el Perparimi Elbasan.
El club ha tenido varios nombres durante su existencia. En 1932, el equipo es llamado KS Skampa Elbasan, en 1939 KS Bashkimi, en 1949 KS Elbasani, en 1950 Puna Elbasan, y desde 1958 a 1991 se llamó KS Labinoti Elbasan.
En la temporada 1984-85, el club participó en una competición europea por primera vez. En la temporada 2005-06 participó en la Copa de la UEFA, donde fue eliminado en primera ronda por el FK Vardar de República de Macedonia.

## Uniforme
- Uniforme titular: Camiseta amarilla, pantalón y medias azules.
- Uniforme alternativo: Camiseta azul, pantalón y medias amarillas.

## Palmarés

### Torneos nacionales
- Liga de Albania (2): 1983-84, 2005-06
- Copa de Albania (2): 1974-75, 1981-82
- Segunda División de Albania (4): 1933, 1958, 2001-02, 2013-14
- Supercopa de Albania (1): 1992

## Participación en competiciones internacionales

### Competiciones de la UEFA
| Temporada | Torneo                | Ronda            | Club       | Casa | Visita | Global |
| --------- | --------------------- | ---------------- | ---------- | ---- | ------ | ------ |
| 1984/85   | European Cup          | 1                | Lyngby BK  | 0-3  | 0-3    | 0-6    |
| 2005/06   | UEFA Cup              | Clasificatoria 1 | FK Vardar  | 1-1  | 0-0    | 1-1    |
| 2006/07   | UEFA Champions League | Clasificatoria 1 | FK Ekranas | 1-0  | 0-3    | 1-3    |

#### Récord Europeo
| J | G | E | P | GF | GC | GD |
| - | - | - | - | -- | -- | -- |
| 6 | 1 | 2 | 3 | 2  | 10 | -8 |

### Copa de los Balcanes
| Temporada | Grupo | Club             | Casa | Visita | Global |
| --------- | ----- | ---------------- | ---- | ------ | ------ |
| 1973      | A     | Sutjeska Nikšići | 1–0  | 0–1    | 1–1    |
| 1973      | A     | Târgu Mureș      | 2–0  | 1–5    | 3–5    |
| 1988-89   | A     | Malatyaspor      | 3–0  | w.o.1  | 3–0    |
| 1988-89   | A     | OFI Creta        | 1-1  | 0–3    | 1–4    |

1- Malatyaspor abandonó el torneo, por lo que el resultado fue 3-0 a favor del Elbasan.

#### Récord
| J | G | E | P | GF | GC | GD |
| - | - | - | - | -- | -- | -- |
| 7 | 3 | 1 | 3 | 8  | 10 | -2 |